# テザー推進

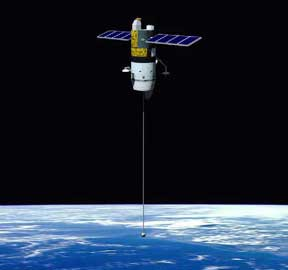
テザーつき人工衛星の想像図

テザー推進（テザーすいしん、英: Tether propulsion）では、宇宙機等について、長く強靭な紐（テザー）を使って軌道変更を行うする手法ついて解説する。ロケット推進などとの対比から「推進」という語が使われるが、力学的には推すのではなく引くタイプの推進方式である。テザー推進は、原理的に推進剤の消費がないという利点があるが、電流を使う方法では発電のために燃料を消費する場合がある。
実現に至ったテザー推進としては、MAST (Multi-Application Survivable Tether) による実験がある。2007年現在では、ダイニーマなどの結晶質プラスチック繊維をテザーに使うことがある。将来的には、少なくとも60GPa以上の張力強度が期待されているカーボンナノチューブなどの材料が検討されている。

## テザー推進の種類

### 電気力学的テザー
電気力学的テザーは伝導性のテザーであり、電流と惑星磁場との相互作用で推力を得る。これは宇宙船の軌道を加速する方向にも減速する方向にも作用させることが可能である。テザーが磁気圏を横切ると、電流を発生し、宇宙船のエネルギーを節約する。テザーに直流の電流を流すと、磁場と反発する力が生まれ、宇宙船に推力を与える。電気力学的テザーは発電にも応用できる。

### 潮汐力安定化
重力勾配安定化 (Gravity-gradient stabilization) または、重力安定化あるいは潮汐力安定化 (tidal stabilization) と呼ばれる方法は、安価で信頼性が高い。この場合、電子工学もロケットも燃料も使用しない。
姿勢制御テザーは、一方の端に比較的小さな質量があり、もう一方の端に人工衛星があるという形状になっている。二つの質量間のテザーには潮汐力による張力がかかる。潮汐力が何故発生するかについては2種類の説明がある。まず、上にある質量はより高速に軌道上を進んでいるため、遠心力によって上に引っ張る力が発生する。下にある質量は速度が相対的に低いため、下に引っ張る力が発生する。もう1つの潮汐力の説明として、細長い物体の上の方が下の方よりも重力の影響が小さいため、引っ張られる程度が上と下で異なる。地球上ではこの方式で得られる効果は微々たるものだが、宇宙空間では他に大きな力は働かないのである。
このようにして得られる潮汐力で人工衛星の姿勢を安定させ、人工衛星が周回する惑星に常に同じ面を向けるようにする。単純な人工衛星はこのような方式で姿勢を制御することが多い（テザーを使わなくとも、人工衛星の形状で質量分散を図って同じ効果を得る）。また、振り子のように振動することを防ぐため、液体の入ったビンなどを搭載し、液体の動きで制動をかける。

### ロトベーター
ロトベーター (rotovator) という用語は、ローター (rotor) とエレベーター (elevator) を組合わせたかばん語である。
ロトベーターは、高速（毎秒1kmから3km）で回転するテザーによって宇宙船を加速するテザー推進である。宇宙船はまずロトベーターの一方の端とランデブーし、結合する。そしてテザーの回転によって宇宙船は加速され、適当な時点で宇宙船はテザーから切り離し、軌道投入に必要な初速を得ることができる。
ロトベーターによる宇宙船の打ち上げで、ロトベーターのテザーは運動量や角運動量を失うため、継続的にロトベーターを利用するには、失われたエネルギーを補充する必要がある。エネルギーの補充には太陽電池など化学燃料と比べ効率の良い手段が使えるため、ロトベーターによる打ち上げはロケットに比べ安価となることが期待されている。
ロトベーターのエネルギーの補充のもう一つの方法として、外部からやってきた宇宙船を減速させる方法がある。この場合、加速させる宇宙船と減速させる宇宙船のエネルギーの帳尻を合わせることで、特別な動力装置なしに半永久的にロトベーターを稼働させることができる。
惑星の周回軌道にあるロトベーターで、テザー先端と地表の相対速度がゼロになり高高度で物体をつかむものをスカイフック（後述）と呼ぶ。このようなロトベーターは中心力のストレスに耐えられる材料がないため、現在の技術では妥当なコストで建設できない。回転速度を3分の2程度にすれば、中心力の応力は半減する。応力耐性を強めるには、中心部分を太くすればよい。
月のように大気がなく、周回速度も遅くて済む場合、ロトベーターの先端が地表に接するようにもでき、月から地球への安価な輸送手段となる。このためには一定のエネルギー消費が必要と考えられるが、月の表面から貨物を持ち上げたとして、月の表面自体が地球に比べて位置エネルギーが高いため、貨物を地球を周回する低い軌道に乗せることはエネルギー効率的に好ましい。
ロトベーターは運動量の交換によってエネルギーが補充される。貨物を重力場内で「高い」位置から「低い」位置に運ぶ場合、運動量が補充される。質量を落とすことでロトベーターの回転速度は上がる。例えば、月と地球の間にいくつかのロトベーターを並べるという方式が考えられる。ロトベーターは月からの貨物を地球に運ぶ際に運動量が補充され、その運動量を使って地球から月への貨物を運ぶことができる。
ロトベーターは理論的には太陽系全体の安価な輸送手段となる可能性もある。その場合、貨物の輸送先は太陽や地球などの大質量の天体となる。
地球や土星などの強い惑星磁場では、電気力学的テザーを応用した伝導式ロトベーターが考えられる。これは発電機としても使え、発電により角運動量を失い、逆に太陽光や原子炉で発電することで角運動量を増すことができる。なお、角運動量を増すにはテザーに電流を流す必要があるが、回転方向によって電流の方向も変えなければならない。
弱い材質でロトベーターを構築する方法としてロトベーターを楕円軌道で周回させるという方法がある。この場合、近地点で貨物を受け取り、より高い軌道で貨物を投げるためにテザーの長さを変えたり、貨物のテザー上の位置を変化させる。つまり、角運動量だけでなく周回軌道における運動量も変化させることで、必要な強度やサイズや質量を劇的に減らすことができる。これを周回 (revolution) の運動量も利用するという意味でレボベーター (revovator) と呼ぶことがある。レボベーターでの運動量のチャージはさらに複雑になる。
もう1つの弱い材質でのロトベーター構築方法は、地表で貨物を受け取るのではなく、ある程度の高度で乗り物を捕まえて軌道に投げ上げる方法である。例えば、マッハ 12 の航空機を地球の大気圏上層で捕まえ、軌道に投げるのである（逆も可能）。その程度の速度をロケットで実現することは容易である。これにより燃料を節約でき、輸送機関を単純化して貨物積載量を増やすことができる。
NASAはHASTOL(Hypersonic Space Tether Orbital Launch System)計画の研究を行った。これはマッハ10、高度100kmまで極超音速機で加速するものである。本研究ではザイロンやスペクトラといった既に実用化されているもので十分建造に足ることを示唆している。
ロトベーターの実用的な改良として、貨物を捕まえるポイントを先端だけでなく複数用意して、様々な運動量を与えられるようにするというものがある。また、リニアモーターをロトベーターに装備することでロトベーター自身の角運動量以上に宇宙船を加速させるというアイデアもある。

### スカイフック
潮汐力安定化の手法を使ったテザー推進の一種。スカイフックという用語はイタリアの科学者ジュゼッペ・コロンボが提唱したものである。
先端がマッハ 12 から 16 程度で移動するものは「極超音速スカイフック (hypersonic skyhooks)」とも呼ばれる。テザーが長ければ長いほど、先端の速度は遅くて済む。先端が接地して地表との相対速度がゼロになったものは軌道エレベータと看做せる。
航空機や低軌道の輸送機関がスカイフックの一方の端に貨物を届ける。
スカイフックでは一般に、軌道エレベータのように貨物をもう一方の端に運ぶ手段が必要となる。
Robert Raymond Boyd と Dimitri David Thomas（ロッキード・マーティン）は2000年、スカイフックのアイデアで特許を取得した（タイトルは "Space elevator"）。
ロバート・L・フォワードらが設立した企業 Tethers Unlimited Inc は、スカイフックを "Tether Launch Assist" と呼ぶ。

### 軌道エレベータ
軌道エレベータは惑星の自転を回転の原動力としたロトベーターの一種である。例えば、地球では、軌道エレベータは赤道から静止軌道までを結ぶ。
軌道エレベータはロトベーターのような動力源を必要とせず、惑星の角運動量をエネルギー源として機能する。欠点はその長さと利用可能な材質が未知である点である。地球に軌道エレベータを建設する場合、2021年現在の技術では利用可能な強度の材料が存在しない。火星や月なら現存する材料で建設可能である。
軌道エレベータはロトベーターよりも位置エネルギーの総量が大きく、重要な部品が破損した場合、エレベータを構成する物質が軌道周回速度で地表を直撃するという事故になる。そのため、ケーブルの材質としては地表に激突する前に燃え尽きるものが望ましい。

## 実現の努力と他の問題

### 流星物質とスペースデブリ
単純なテザーは微細な流星物質で簡単に切れてしまう。単純な一本のテザーの宇宙での寿命は、10kmあたり5時間と言われている。他にもテープや布を使うことが提案されている。ロバート・P・ホイト は、縒り糸が切れたときに周りの縒り糸にそれがまとわり付いて強度を保とうとする性質を持った網の特許を取得した。これを Hoytether と呼ぶ。Hoytether の寿命は理論上は数十年である。地球を周回する低い軌道では、スペースデブリにも注意が必要である。

### 材料強度
軌道エレベータやロトベーターには材料の強度の問題がある。非常に強いプラスチック繊維（ケブラーやダイニーマ）で月や火星でロトベーターを構築することは可能だが、地球では強度が足りない。理論上、超音速や極超音速の航空機でロトベーターから貨物を運ぶことは可能とされている。

### 振動
テザーを制御する機構は非常に重く、振動の制動のために非常に複雑になる。Walter Edwards の提案する1トンの climber（テザー上を伝って移動する機械）は振動を検出して制動をかけるのに使える可能性がある。climber はテザーの修理も行うことができる。

### 貨物の捕獲
貨物を捕獲する機構も簡単ではなく、捕獲に失敗すると大問題が発生する。網を貨物に向かって放つなどの方法が提案されているが、いずれも重量や複雑さに問題があり、別の失敗を生む可能性を持っている。

### 化学的劣化
現在工業的に製造されている材料のうち、比強度が最も高い部類の材料はプラスチックであるが、これらの材料は太陽光に含まれる紫外線や、低軌道・大気中の場合は原子状酸素などにより劣化するため、劣化を防ぐためのコーティングが必要となる。

### 熱
日光の放射による加熱、夜間の放射冷却により強い熱ストレスに晒される。
高温、低温時両方で強度が維持できるものが望ましい。各種クロミズム技術を用いて放射率を制御するか、放射スペクトルを制御することで受熱・放熱量を制御することも解決法の一つである。

## デブリ対策への応用
導電性テザーによる軌道の変更は時間がかかるものの、燃料や電力を必要とせず取り付けも容易なため、デブリにテザーを取り付けて軌道を下げ大気圏に突入させるというアイディアが提唱されている。テザーの開発は漁網メーカーの日東製網が協力している。2016年12月に打ち上げられたこうのとり6号機において実証実験が行われたが、装置の不具合のためテザー伸展は行われず、テザーに電流を流すための装置である電界放出型電子源の動作確認のみ成功した。
またデブリにテザーを取り付ける掃除衛星の研究も始まっている。

## フィクションにおけるテザー推進
- ラリー・ニーヴンとスティーヴン・バーンズの小説『アナンシ号の降下』では、テザー推進が重要な役割を果たす。
- アニメ『∀ガンダム』では、ザックトレーガーという名のロトベーターが登場する。
- 藤井太洋の小説『オービタルクラウド』ではテザー推進が物語の中で重要な役割を果たす。